# John Petty (2e marquis de Lansdowne)
Pour les articles homonymes, voir John Petty, Petty et Lansdowne.
 (octobre 2017).
Si vous disposez d'ouvrages ou d'articles de référence ou si vous connaissez des sites web de qualité traitant du thème abordé ici, merci de compléter l'article en donnant les références utiles à sa vérifiabilité et en les liant à la section « Notes et références ».
John Henry Petty (2 mai 1765 – 15 novembre 1809), 2e marquis de Lansdowne, est le fils ainé du Premier ministre de Grande-Bretagne, William Petty (anciennement FitzMaurice), 2e comte de Shelburne et 1er marquis de Lansdowne, et de sa première épouse, Lady Sophia Carteret.

## Biographie
John Henry Petty voyagea beaucoup malgré sa santé médiocre, et du reste il devait faire face au fardeau des dettes héritées de son père. Pour rembourser ces dernières, il doit se défaire d'une grande partie des collections et propriétés de son père, laissant Bowood House - la demeure familiale - temporairement inhabitable.
Comme son père, il siège à la Chambre des communes en tant que Member of Parliament pour Wycombe entre 1786 et 1802 mais en raison de sa faible constitution, il ne survit que quatre ans à son père. Il décède sans enfants et son demi-frère, Henry Petty-Fitzmaurice, lui succède au titre de marquis.